# Otreius de Melitene
Otreius de Melitene (fl. finales del siglo IV) fue un obispo católico de Melitene. Fue uno de los tres obispos que recibieron el nombramiento por un edicto de Teodosio I (30 de julio de 381; Cod Theod, LXVI, tit I, L. 3) para ocupar las sedes episcopales nombradas como centros de la comunión católica en el Este, junto con Gregorio de Nisa y Heladio de Cesarea. Se encargó de brindarle educación a Eutimio el Grande y más tarde lo ordenó sacerdote y lo puso a cargo de todos los monasterios de la diócesis de Melitene.